# Island of Doomed Men
Island of Doomed Men is een Amerikaanse mystery van Charles Barton uit 1940.

## Plot
Stephen Danel (Peter Lorre) lokt gevangenen op borgtocht naar zijn eiland, waar ze voor de rest van hun leven als slaven moeten werken. De overheidsagent Mark Sheldon (Robert Wilcox) laat zich beschuldigen van een moord die hij niet heeft begaan. Hij wordt gevangengezet en weet zo op Danel's eiland te komen. Hier komt hij achter dat zijn vrouw Lorraine Danel (Rochelle Hudson) ook tot de gevangenen behoort.

## Cast
| Acteur               | Personage                |
| -------------------- | ------------------------ |
| Peter Lorre          | Stephen Danel            |
| Rochelle Hudson      | Lorraine Danel           |
| Robert Wilcox        | Mark Sheldon, alias "64" |
| George E. Stone      | Siggy                    |
| Charles B. Middleton | Cort                     |
| Don Beddoe           | Brand                    |
| Kenneth MacDonald    | Doctor                   |
| Stanley Brown        | Eddie                    |
| Sam Ash              | Ames                     |
| Eddie Laughton       | Borgo                    |
| Earl Gunn            | Mitchell                 |
| John Tyrrell         | Durkin                   |